# Tha'er Bawab
Tha'er Fayed Al Bawab (in arabo ثائر فايد البواب‎?; Amman, 1º marzo 1985) è un calciatore giordano, attaccante del Villaviciosa de Odón.

## Carriera
Tha'er Bawab è nato nel 1985 ad Amman da genitori palestino-libanesi; la famiglia si è quindi trasferita in Catalogna quando lui aveva sette anni.

### Club
Ha cominciato a giocare a calcio nell'UE Cornellà, per firmare poi, a 17 anni, un contratto con il Real Madrid. Gioca un anno nel campionato Juvenil A, per poi esordire professionista con il Real Madrid C, con cui gioca due stagioni in Tercera División, la quarta serie del campionato spagnolo.
Nella stagione 2006-2007 viene inserito da Míchel nella rosa del Real Madrid Castilla, ma a gennaio 2007 si trasferisce al Barcellona, dove milita nel Futbol Club Barcelona B, in Segunda División B, la terza serie. Tra maggio e giugno 2007 gioca con la prima squadra due partite della Copa Catalunya 2006-2007 (semifinale e finale), subentrando entrambe le volte a Sylvinho.
Nel 2007-2008 viene ceduto in prestito all'Hospitalet, in Tercera División, dove disputa un campionato anonimo, culminato con la retrocessione.
Nell'estate del 2008, dopo un provino con gli olandesi del Go Ahead Eagles, rescinde il contratto con il Barcellona e firma con il CD Alfaro, sempre in Tercera: gioca 14 partite con 3 gol, senza evitare la retrocessione della squadra.
L'anno successivo gioca con il Moratalla, in Segunda División B, segnando 3 gol, ma chiudendo il campionato nuovamento con una retrocessione.
A giugno 2010, dopo il fallimento del Moratalla, si trasferisce in Romania, firmando per il Gloria Bistrița in Liga I. A metà stagione, dopo un provino con il Târgu Mureș, si trasferisce infine al Gaz Metan Mediaș.
Con il Gaz Metan gioca l'Europa League 2011-2012, segnando due gol nei turni preliminari, uno all'andata e uno al ritorno, eliminando il Mainz 05.

### Nazionale
Ha esordito con la Nazionale di calcio della Giordania il 28 gennaio 2005, con il tecnico egiziano Mahmoud El-Gohary, giocando 60 minuti in un'amichevole contro la Norvegia.
Ha segnato un gol nelle qualificazioni ai Mondiali 2010, uno in quelle ai Mondiali 2014, e uno in quelle alla Coppa delle nazioni asiatiche 2015.

## Palmarès

### Club

#### Competizioni nazionali
- Coppa di lega rumena: 2

Steaua Bucarest: 2015-2016
Dinamo Bucarest: 2016-2017